# Valentina (dissenyadora de moda)
Valentina Nicholaevna Sanina Schlee (1 de maig de 1899 - 14 de setembre de 1989), coneguda simplement com a Valentina, va ser una dissenyadora de moda i dissenyadora de vestuari teatral emigrada ucraïnesa, activa des de 1928 fins a finals dels anys cinquanta.

## Primers anys
Schlee va néixer i es va criar a Kíev, a l'Imperi Rus (actual Ucraïna). Estava estudiant teatre a Kharkov quan esclatà la Revolució d'Octubre el 1917. Va conèixer el seu marit, George Schlee a l'estació de ferrocarril de Sebastopol mentre fugia del país amb les joies de la família. Els Schlee van arribar a la ciutat de Nova York el 1923 i es van convertir en membres destacats de la cafe society durant els feliços anys vint. Valentina "va destacar" per la seva roba i l'estil en aquell moment perquè va aparèixer amb roba llarga i coberta, mentre que altres dones portaven faldilles curtes i vestits de coll baix."

## Carrera professional
Schlee va obrir una petita casa de costura, Valentina's Gowns a Madison Avenue el 1928. El seu primer encàrrec escènic va ser el vestuari per a Judith Anderson a Come of Age de 1933. El vestuari va ser millor rebut que l'obra i va establir la seva reputació com a dissenyadora teatral. Schlee va vestir actrius de l'època com Lynn Fontanne, Katharine Cornell, Greta Garbo, Gloria Swanson, Gertrude Lawrence i Katharine Hepburn. Els seus èxits a Broadway van incloure el vestuari de l'obra The Philadelphia Story. També va vestir dones destacades de la societat de Nova York, inclosos membres de les famílies Whitney i Vanderbilt. L'any 1950 Valentina també va introduir un perfum, "My Own".
Els estils fluids i fets a mida de Schlee combinaven el complex tall de biaix de Madeleine Vionnet i la gràcia dels vestits d'Alix Gres. "La senzillesa sobreviu als canvis de la moda", va dir a finals dels anys quaranta. "Les dones elegants ara porten vestits que em van comprar el 1936. Encaixa el segle, oblida't de l'any."
Schlee era una hàbil autopromotora. Va modelar els seus propis dissenys i poques vegades va abandonar el seu aire elegant i d'autocontrol dramàtic. Schlee sempre va ser impecable, la qual cosa li va valer una menció a la International Best Dressed List (llista internacional del millor vestit).
Schlee va tancar la seva casa de moda a finals de la dècada de 1950. Va morir de la malaltia de Parkinson el 1989, als 90 anys. Com que ella i Garbo vivien al mateix edifici d'apartaments a la ciutat de Nova York —i Valentina estava molesta per l'íntima amistat de Garbo amb el seu marit —, ambdues tenien un programa elaborat perquè mai es topessin entre elles al vestíbul de l'edifici.
El 2009 s'inaugurà Valentina: American Couture and the Cult of Celebrity, una gran exposició retrospectiva inaugurada al Museu de la ciutat de Nova York. Va ser la primera exposició que va resseguir la carrera de Valentina i va incloure vestits, accessoris, fotografies i impresos mai exposats abans de les col·leccions del Museu de la Ciutat de Nova York, la família Valentina i altres col·leccions importants.